# آية تاكوشي
آية تاكوشي (باليابانية: 竹内亜弥) هي لاعبة سباعيات رغبي ‏ يابانية، ولدت في 5 أغسطس 1986.

## وصلات خارجية
- آية تاكوشي على موقع أوليمبيديا (الإنجليزية)